# August Czartoryski
August Franciszek Maria Anna Józef Kajetan Czartoryski (2. srpna 1858, Paříž – 8. dubna 1893, Alassio) byl polský kníže (princ), kněz a salesián. Katolická církev ho uctívá jako blahoslaveného.

## Život
Narodil se 2. srpna 1858 v Paříži jako syn knížete Władysława Czartoryského a kněžny Maríi Amparo Muñoz y Borbón. Jejich rod byl jedním z nejmocnějších v Polsku, ale kolem roku 1830 byli vyhnáni Rusi a usadili se v pařížském Hôtel Lambert.
Roku 1864 se nakazil tuberkulózou a poté byl velmi často nemocný. Roku 1864 mu také zemřela matka. Kvůli zdraví byl poslán do Švýcarska, Španělska, Itálie a Egypta. Ačkoliv byl šlechticem, nezajímal se o světské radosti a brzy pocítil povolání k duchovenské činnosti. Studoval v Paříži a Krakově. Jedním z jeho učitelů byl svatý Rafael Kalinowski.
V květnu 1883 se seznámil se svatým Janem Boscem, který celebroval mši v rodinné kapli jejich sídla. Rozhodl se vstoupit do jím založené kongregace Salesiánů. Převedl dědická práva na své bratry a v červnu 1887 vstoupil do kongregace. Don Bosco jej prvně kvůli jeho zdraví nechtěl přijmout, nakonec jej přesvědčil papež Lev XIII.
Odešel do Itálie a začal studovat v Turíně. Dne 24. listopadu 1887 složil své časné sliby a následující rok věčné sliby. Po studiích v Ligurii, kde se seznámil se ctihodným Andreou Beltramim byl 2. dubna 1892 blahoslaveným Tommasem Reggiem vysvěcen na kněze. Po vysvěcení začal působit v Alassiu. Zde onemocněl tuberkulózou a 8. dubna 1893 zemřel.
Pohřben byl v rodinném mauzoleu v Sieniawě. Později byly jeho ostatky přeneseny do salesiánského kostela v Přemyšli.

## Proces blahořečení
Dne 14. února 1921 byl zahájen jeho proces svatořečení. Dne 1. prosince 1978 papež Jan Pavel II. uznal jeho hrdinské ctnosti a prohlásil jej za ctihodného.
Dne 20. prosince 2003 byl uznán zázrak uzdravení na jeho přímluvu a 25. dubna 2004 byl blahořečen.